# Claude Meisch
Claude Meisch (Petange, 27 de noviembre de 1971) es un político luxemburgués. Fue Presidente del Partido Demócrata (PD) desde 2004 hasta 2013, del cual es miembro desde 1994; también fue alcalde de la localidad de Differdange, desde el 31 de enero de 2002 al 4 de diciembre de 2013. Fue nombrado Ministro de Educación en 2013 en el gobierno de Xavier Bettel y el 5 de diciembre de 2018 volvió ser nombrado para el mismo puesto.